# Weißenhofsiedlung

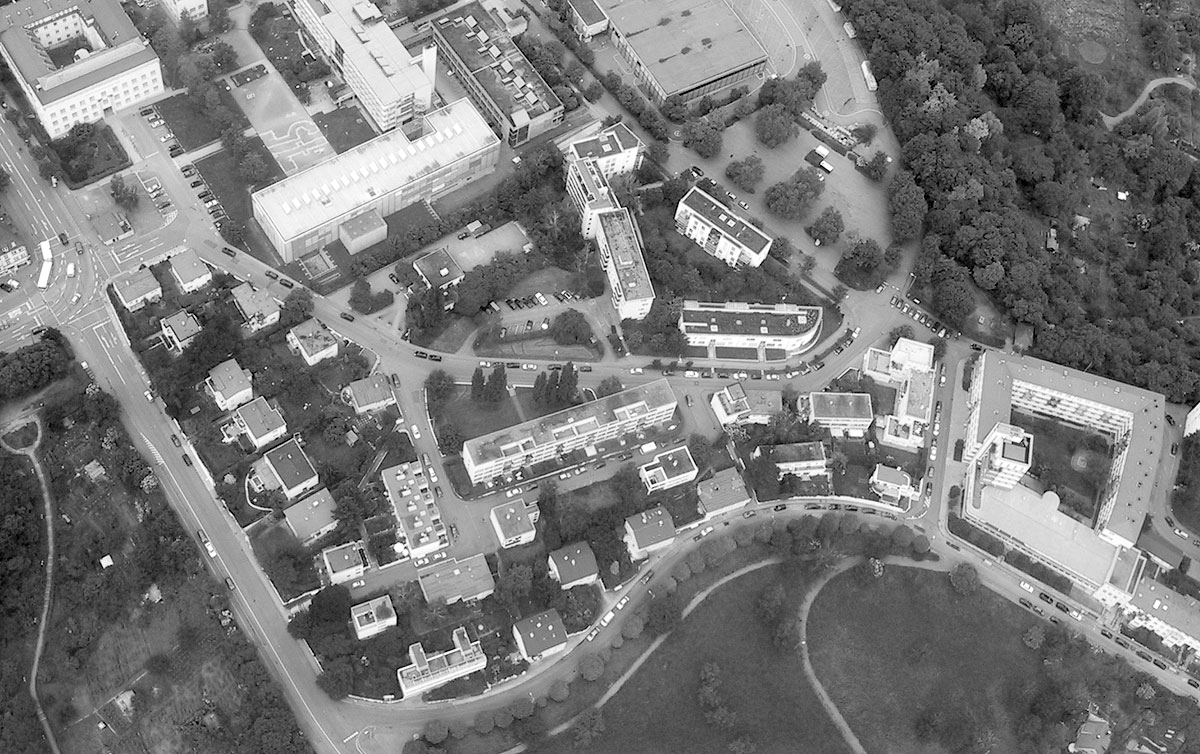
Luftbild 2004

Die Weißenhofsiedlung wurde 1927 vom Deutschen Werkbund in Stuttgart als zentraler Bestandteil der Ausstellung ›Die Wohnung‹ (23. Juli bis 31. Oktober 1927) errichtet. Damals galt die Weißenhofsiedlung als avantgardistisch, heute stellt sie ein prominentes Exempel der frühen Moderne dar und gilt als eine der bedeutendsten Architektursiedlungen der Neuzeit. Unter der künstlerischen Leitung von Mies van der Rohe entwarfen 17 Architekten eine Mustersiedlung von 21 Häusern, die insgesamt 63 Wohnungen enthielten, eingerichtet von 55 Architekten und Innenarchitekten des In- und Auslands.
Die architekturgeschichtliche Bedeutung der Weißenhofsiedlung besteht darin, dass zentrale Protagonisten des Neuen Bauens ihre Ideen in einem gemeinsamen Projekt realisierten. Bei ihren Entwürfen hatten die Architekten maximale Gestaltungsfreiheit. Das Doppelhaus von Le Corbusier und Pierre Jeanneret gehört seit 2016 zum Weltkulturerbe, seit 2006 befindet sich darin das Weißenhofmuseum.
Die Aufgabenstellung für die Architekten war, Wohnungen im Stil des Neuen Bauens für den »modernen Großstadtmenschen« zu errichten. Dabei kamen damals modernste Baumethoden und -materialen zum Einsatz, die Gebäude sollten den zeitgenössischen Erkenntnissen über gesundes Wohnen entsprechen. Damit handelt es sich bei der Weißenhofsiedlung um keine gewachsene Siedlung, sondern um das Resultat der Ausstellung ›Die Wohnung‹.
Die Ausstellung ›Die Wohnung‹ wurde am 23. Juli 1927 eröffnet. Sie bestand insgesamt aus vier Teilen, die an drei verschiedenen Orten in Stuttgart präsentiert wurden:
– die Weißenhofsiedlung auf dem Stuttgarter Killesberg war das Herzstück der Ausstellung. Der erste Spatenstich erfolgte am 1. März 1927. Aufgrund der geringen, zur Verfügung stehenden Bauzeit waren erst Anfang September 1927, rund sechs Wochen nach der Ausstellungseröffnung, sämtliche Gebäude fertiggestellt;
– das Experimentiergelände neben der Weißenhofsiedlung. Auf ihm wurden neuartige Baumaterialien und Konstruktionsmethoden gezeigt, die in der Siedlung verwendet worden waren, daneben Fertighäuser und Bauteile aus verschiedenen Materialien;
– die Hallenausstellung in der Gewerbehalle (heute Standort der Universitätsbibliothek Stuttgart) mit handverlesenen Produkten für die Wohn- und Hauswirtschaft;
– die ›Internationale Plan- und Modellausstellung neuer Baukunst‹ mit mehr als 500 Architekturexponaten (im wesentlichen Pläne, Fotos, Modelle) aus zehn Ländern, die die Internationalität der auf dem Weißenhof verwirklichten Architekturgedanken belegten. Die ›Internationale Plan- und Modellausstellung‹ wurde in Räumen neben dem Alten Schloss in Stuttgart präsentiert und anschließend als Wanderausstellung in zahlreichen Ländern gezeigt. Auf diese Weise trug die Stuttgarter Werkbundausstellung erheblich dazu bei, die Prinzipien der modernen Architektur weltweit zu verbreiten.
»Von der Werkbundzentrale in Berlin war die Ausstellung in Stuttgart lediglich als eine Art Fingerübung gedacht für eine weit umfangreichere, zusammen mit anderen Institutionen in Berlin geplante ›Weltbau-Ausstellung‹ 1930. Viel größer, viel internationaler als in Stuttgart sollte diese sein […] Zwar gab es 1931 in Berlin eine Bauaustellung, doch in viel bescheidenerem Ausmaß als geträumt – Arbeitslosigkeit und Weltwirtschaftskrise verhinderten die Verwirklichung der ehrgeizigen Pläne.«
Die Weißenhofsiedlung, das Bauhaus, das Neue Frankfurt, die weißen Stadthäuser in Paris von Le Corbusier und die De-Stijl-Bewegung in den Niederlanden gehörten zu den einflussreichsten Vorbildern der aufkommenden modernen Architektur. Im Jahr 1928 wurde die Vereinigung CIAM (Congrès Internationaux d’Architecture Moderne) gegründet, die diese Bauweise förderte, unterstützte und die theoretischen Grundlagen entwickelte für eine zeitgemäße Architektur und Städtebau unserer Zeit.
Der Name Weißenhof geht auf den Bäcker Georg Philipp Weiß zurück, der 1779 auf dem brachliegenden Gelände einen landwirtschaftlichen Betrieb (Meierei) errichtet hatte. Nach ihm sind die Siedlung und der Stuttgarter Stadtteil Weißenhof benannt.
Die »Schlüsselfigur« für das Zustandekommen der Ausstellung ›Die Wohnung‹ war Gustaf Stotz, Innenarchitekt und Geschäftsführer der Württembergischen Arbeitsgemeinschaft des Deutschen Werkbunds in Stuttgart. Stotz wurde durch Veröffentlichungen avantgardistischer Architekten-Gruppen auf Mies van der Rohe aufmerksam, der am 8. Oktober 1925 auf Stotz’ Vorschlag vom Deutschen Werkbund zum künstlerischen Leiter des Projekts ernannt wurde. Mies und Stotz wählten gemeinsam die beteiligten Architekten aus.
Der Architekt Richard Döcker war der Bauleiter der Weißenhofsiedlung.
Der Stuttgarter Maler und Grafiker Willi Baumeister war an der Ausstellung als Typograf und Werbegrafiker beteiligt. Zu seinen umfangreichen Auftragsarbeiten gehörten unter anderem die Gestaltung der Werkbund-Denkschrift, des Amtlichen Katalogs, des Hauptplakats ›Wie wohnen?‹ sowie der Hallenbeschriftungen.
Der Bildhauer, Maler, Grafiker, Fotograf und Erfinder Werner Graeff (auch: Gräff) war als Leiter der Presse- und Öffentlichkeitsarbeit maßgeblich am ›propagandistischen‹ Erfolg der Weißenhofsiedlung beteiligt. Er gab den Katalog ›Innenräume‹ zur Ausstellung ›Die Wohnung‹ heraus.

## Geschichte

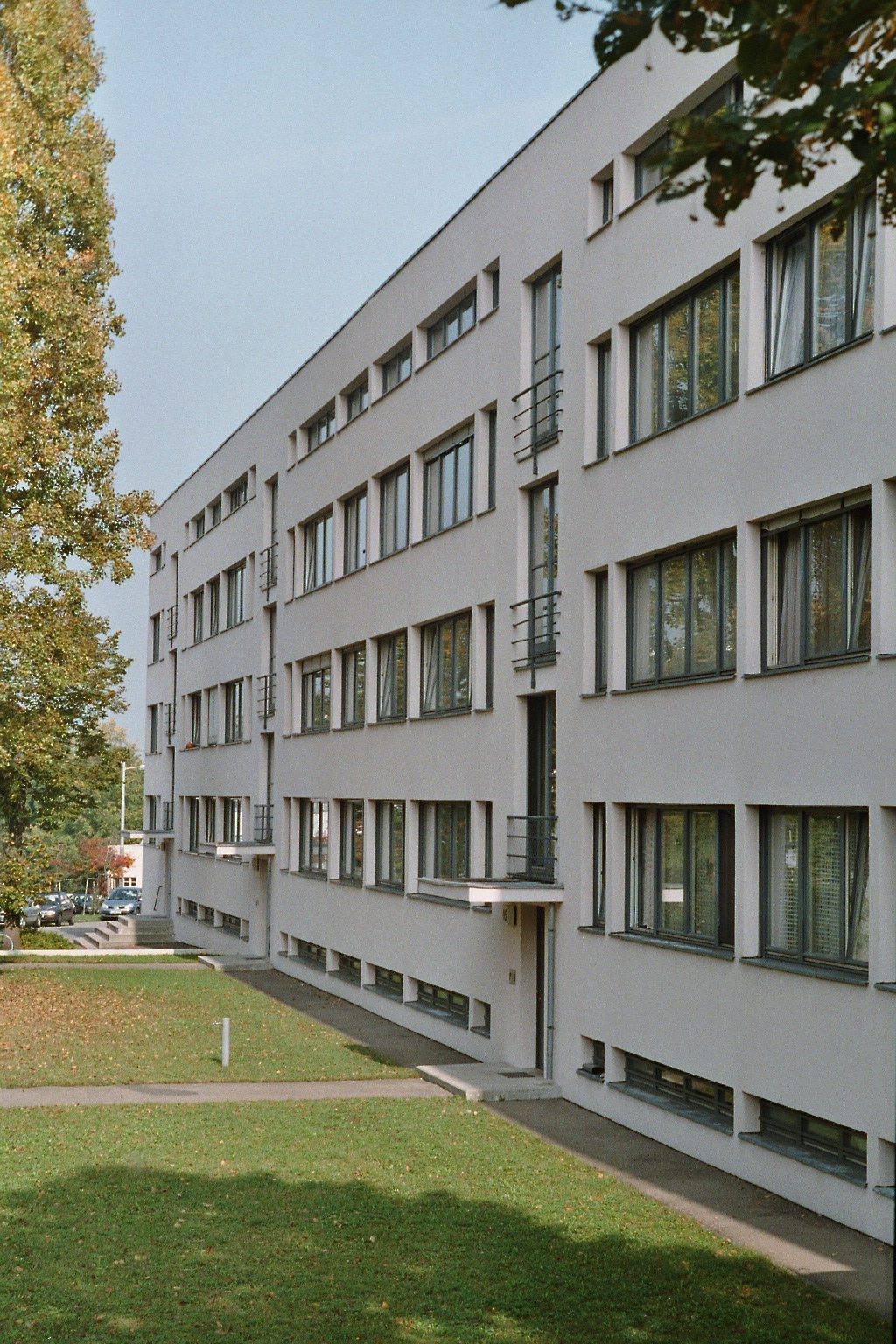
Ludwig Mies van der Rohe, Geschossbau

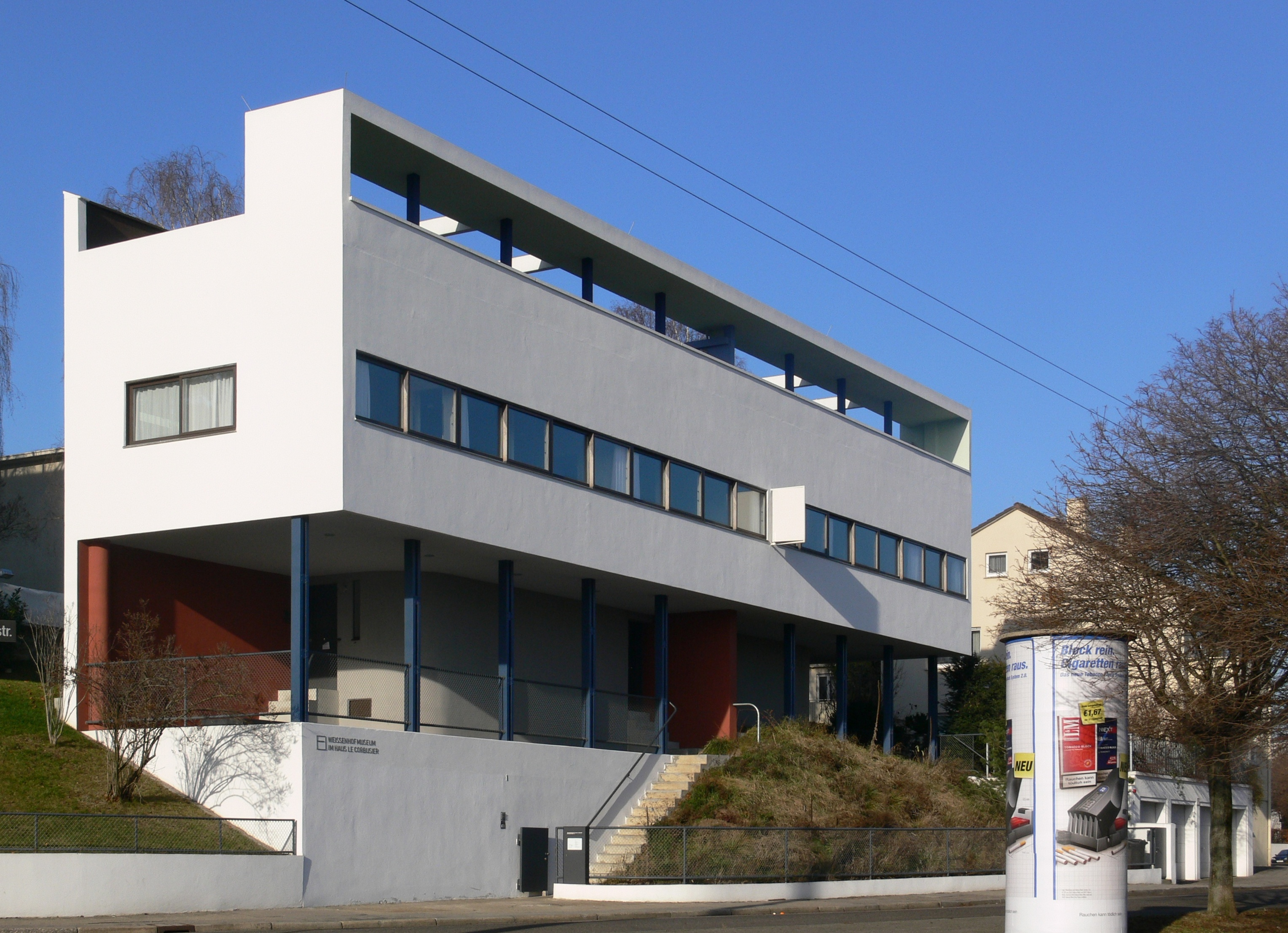
Le Corbusier & P. Jeanneret, Doppelhaus

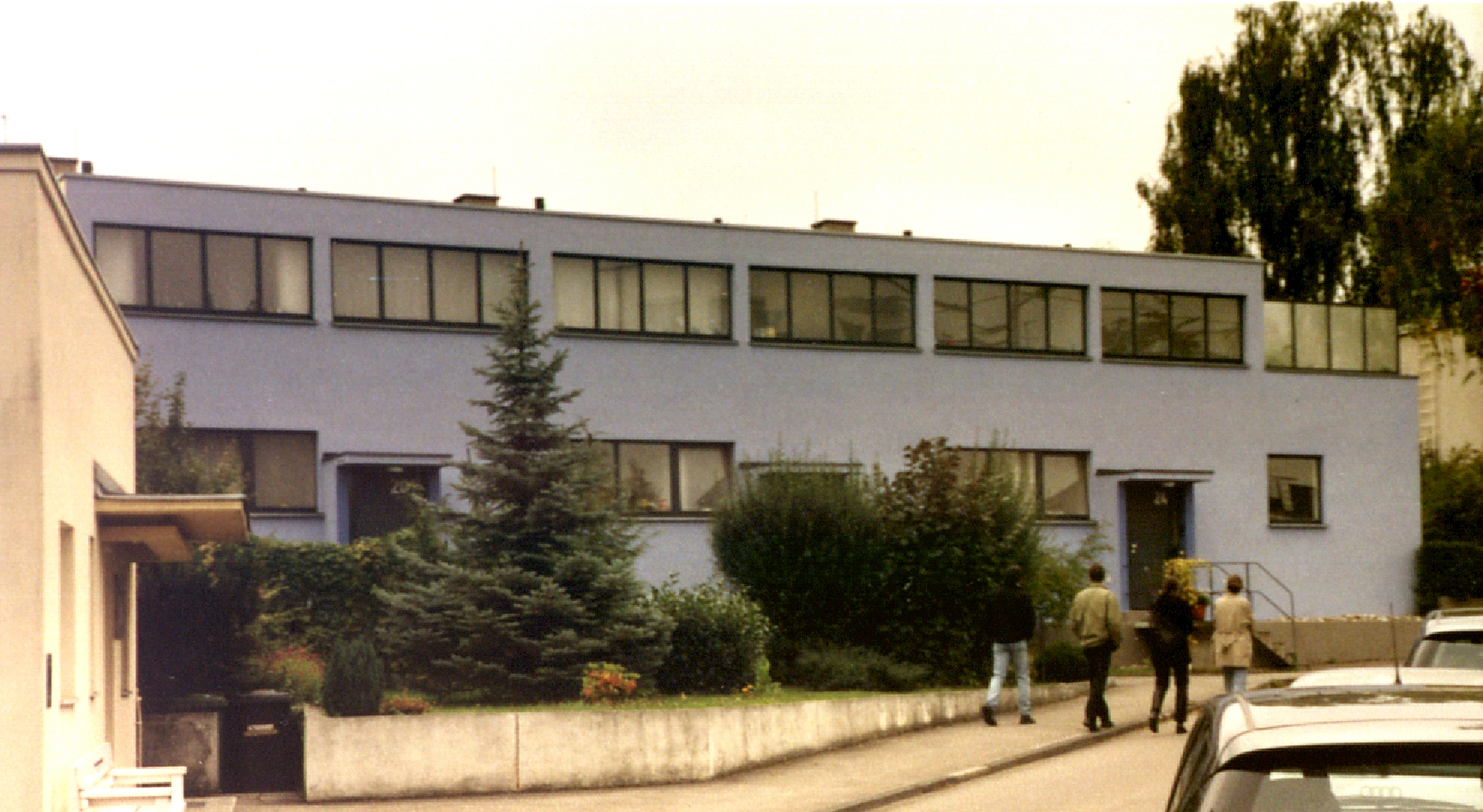
Mart Stam, Reihenhaus

### Weimarer Republik
Bei ihrer Eröffnung wurde die Ausstellung ›Die Wohnung‹ kontrovers diskutiert. In fortschrittlichen Kreisen wurde die Weißenhofsiedlung zumeist begeistert aufgenommen, Traditionalisten und Nationalisten verunglimpften sie hingegen als »Araberdorf«.
Als Gegenentwurf wurde 1933 in Sichtweite des Weißenhofes von Vertretern der ersten Stuttgarter Schule die traditionalistische Kochenhofsiedlung errichtet. Mit der Siedlung Ziegelklinge (1927–1928), der Inselsiedlung (1929–1930) und der Wallmersiedlung (1929–1931) entstanden zuvor allerdings noch drei weitere Siedlung des Neuen Bauens in Stuttgart.

### Zeit des Nationalsozialismus
In der Zeit des Nationalsozialismus war geplant, die Siedlung komplett abzureißen. An ihrer Stelle sollte ein Gebäudekomplex der Wehrmacht errichtet werden. Zu diesem Zweck wurde die Weißenhofsiedlung, die Eigentum der Stadt Stuttgart war, 1939 an das nationalsozialistische Deutsche Reich verkauft. Bereits 1938 fand ein Architektenwettbewerb für einen Gebäudekomplex der Wehrmacht auf dem Gelände der Weißenhofsiedlung statt, an dem auch Paul Schmitthenner teilnahm. Abriss und Neubebauung wurden letztlich aber nicht realisiert.
Im Zweiten Weltkrieg war unterhalb der Weißenhofsiedlung eine Flakstellung errichtet worden; sie wurde daher Ziel der Luftangriffe auf Stuttgart. Teile der Siedlung wurden dabei zerstört.

### Nachkriegszeit
Nach dem Krieg wurden einige unzerstörte beziehungsweise nur leicht beschädigte Gebäude abgerissen, andere Gebäude wurden durch Satteldachaufbauten stark verfremdet. Aufgrund der Zerstörungen im Zweiten Weltkrieg und der Abrisse in der Nachkriegszeit sind nur noch zehn der ursprünglichen 21 Gebäude der Weißenhofsiedlung erhalten.
1958 wurde die Siedlung unter Denkmalschutz gestellt. Vorausgegangen waren überregionale Proteste gegen den geplanten Abriss des Doppelhauses von Le Corbusier und Pierre Jeanneret. Von 1981 bis 1987 wurden die noch verbliebenen Gebäude von der Staatlichen Hochbauverwaltung mit Unterstützung der Stadt Stuttgart saniert und dabei äußerlich, in einigen Fällen auch im Innenraum, der Zustand von 1927 wiederhergestellt.
Den Vorschlag der Staatlichen Akademie der Bildenden Künste Stuttgart, das benachbarte, Anfang der 1980er-Jahre zum Verkauf stehende Bauensemble, zumindest Teile daraus künftig als Unterrichts-, Atelier-, Bibliotheks- und Verwaltungsräume zu nutzen und aus dem entstehenden Campus eine Stätte internationaler Begegnung zu machen, lehnte jedoch das Land Baden-Württemberg – bei Befürwortung der Stadt Stuttgart – ab. Die Vorgänge um die Privatvermietung insbesondere der Corbusier-Häuser führten 1983 zum Protest der Kunstakademie, die Presse sprach gar von einem »Weißenhof-Skandal«. Bereits im Dezember 1980 hatte Oberbürgermeister Manfred Rommel gegenüber dem Minister für Wissenschaft und Kunst, Helmut Engler, erklärt: „Die Akademie in der Weißenhofsiedlung unterzubringen, würde sicherlich zu einer städtebaulichen und kulturellen Bereicherung unserer Stadt beitragen“. Der Projektvorschlag »Ergänzungen der ›Weissenhof-Siedlung‹ in Stuttgart« des Schweizer Architekten und ehemaligen Le Corbusier-Mitarbeiters Alfred Roth aus dem Jahre 1981 ging mit der Akademie-Initiative völlig konform.

### Jüngere Geschichte
2002 erwarb die Stadt vom Bund das zur Siedlung gehörende Doppelhaus von Le Corbusier und Pierre Jeanneret. Am 25. Oktober 2006 wurde in dem Gebäude nach drei Jahren originalgetreuer Sanierung das Weissenhofmuseum mit historischen Dokumenten und Architektur-Modellen eröffnet. Im Juli 2016 wurde es zusammen mit dem Haus Citröhan als eine von insgesamt 17 Teilstätten unter der Bezeichnung Das architektonische Werk von Le Corbusier – ein herausragender Beitrag zur „Modernen Bewegung“ in die Liste des UNESCO-Welterbe aufgenommen.
Die Stuttgarter Wohnungs- und Städtebaugesellschaft mbH (SWSG) hat im Januar 2019 die Weißenhofsiedlung und die Beamtensiedlung von der Bundesanstalt für Immobilienaufgaben (BImA) übernommen. Schon im Jahr 2004 hatten die Stadt Stuttgart und der Bund vereinbart, in Verhandlungen einzutreten, um eine der historischen und aktuellen Bedeutung der Weißenhofsiedlung angemessene Lösung zu finden. Nun sind 37 Gebäude mit 87 Wohnungen in städtischer Hand. Über den Kaufpreis haben beide Seiten Stillschweigen vereinbart.
Seit 2016 wird in der Stadtregion Stuttgart die Internationale Bauausstellung 2027 StadtRegion Stuttgart (IBAʼ27) vorbereitet. 100 Jahre nach dem Aufbruch der Architekturmoderne am Stuttgarter Weißenhof sucht sie nach der Zukunft des Bauens und Zusammenlebens in städtischem und regionalem Kontext.

## Beteiligte Architekten

Plan der Weißenhofsiedlung. Flächenhaft dargestellte Gebäude bestehen noch, die im Umriss sind zerstört.

|  |  | - Peter Behrens - Victor Bourgeois - Le Corbusier und Pierre Jeanneret - Richard Döcker - Josef Frank - Walter Gropius - Ludwig Hilberseimer - Jacobus Johannes Pieter Oud | - Hans Poelzig - Adolf Rading - Ludwig Mies van der Rohe - Hans Scharoun - Adolf Gustav Schneck - Mart Stam - Bruno Taut - Max Taut |

## Liste der Gebäude
| Nr.   | Architekt                         | Innenausstattung | Gebäudetyp                    | Adresse                         | Zustand  | Bild |
| ----- | --------------------------------- | --- | ----------------------------- | ------------------------------- | -------- | ---- |
| 1–4   | Ludwig Mies van der Rohe          | 31 (Innen-)Architekten, darunter Ludwig Mies van der Rohe, Lilly Reich, Heinz und Bodo Rasch und eine Gruppe des Schweizerischen Werkbundes | Wohnblock                     | Am Weißenhof 14–20              | erhalten |      |
| 5–9   | J.J.P. Oud                        | J.J.P. Oud, Ferdinand Kramer, Rudolf Lutz, Sybold van Ravesteyn                                                                             | Reihenhäuser                  | Pankokweg 1–9                   | erhalten |      |
| 10    | Victor Bourgeois                  | Victor Bourgeois | Einfamilienhaus               | Friedrich-Ebert-Straße 118      | erhalten |      |
| 11    | Adolf Gustav Schneck              | Adolf Gustav Schneck | Einfamilienhaus               | Friedrich-Ebert-Straße 114      | erhalten |      |
| 12    | Adolf Gustav Schneck              | Adolf Gustav Schneck | Einfamilienhaus               | Bruckmannweg 1                  | erhalten |      |
| 13    | Le Corbusier und Pierre Jeanneret | Le Corbusier mit Alfred Roth | Haus Citrohan                 | Bruckmannweg 2                  | erhalten |      |
| 14–15 | Le Corbusier und Pierre Jeanneret | Le Corbusier mit Alfred Roth | Doppelhaus (Weissenhofmuseum) | Rathenaustraße 1–3              | erhalten |      |
| 16    | Walter Gropius                    | Walter Gropius, Marcel Breuer | Einfamilienhaus               | Bruckmannweg 4                  | zerstört |      |
| 17    | Walter Gropius                    | Walter Gropius, Marcel Breuer | Einfamilienhaus               | Bruckmannweg 6                  | zerstört |      |
| 18    | Ludwig Hilberseimer               | Ludwig Hilberseimer | Einfamilienhaus               | Rathenaustraße 5                | zerstört |      |
| 19    | Bruno Taut                        | Bruno Taut | Einfamilienhaus               | Bruckmannweg 8                  | zerstört |      |
| 20    | Hans Poelzig                      | Marlene Moeschke-Poelzig | Einfamilienhaus               | Rathenaustraße 7                | zerstört |      |
| 21    | Richard Döcker                    | Richard Döcker | Einfamilienhaus               | Bruckmannweg 10                 | zerstört |      |
| 22    | Richard Döcker                    | Richard Döcker | Einfamilienhaus               | Rathenaustraße 9                | zerstört |      |
| 23    | Max Taut                          | keine | Einfamilienhaus               | Bruckmannweg 12                 | zerstört |      |
| 24    | Max Taut                          | Richard Herre | Einfamilienhaus               | Rathenaustraße 11               | zerstört |      |
| 25    | Adolf Rading                      | Adolf Rading | Einfamilienhaus               | Am Weißenhof 22                 | zerstört |      |
| 26–27 | Josef Frank                       | Josef Frank | Doppelwohnhaus                | Rathenaustraße 13–15            | erhalten |      |
| 28–30 | Mart Stam                         | Mart Stam, Marcel Breuer | Reihenhäuser                  | Am Weißenhof 24–28              | erhalten |      |
| 31–32 | Peter Behrens                     | Hermann Gretsch, Paul Griesser, Heinz und Bodo Rasch, Paul Thiersch u. a.                                                                   | Terrassenhaus                 | Am Weißenhof 30–32, Hölzelweg 5 | erhalten |      |
| 33    | Hans Scharoun                     | Hans Scharoun | Einfamilienhaus               | Hölzelweg 1                     | erhalten |      |

## Ausstellungen
- Die Weissenhofsiedlung in Stuttgart – ein gebautes Manifest der Moderne – 1992 geschaffene Dauerausstellung in der Villa Tugendhat (deutsch, tschechisch, englisch), 2012 für die Präsentation in Breslau durch das Amt für Stadtplanung und Stadterneuerung Stuttgart ergänzt.